# Greg Burke (giocatore di baseball)
Gregory Francis Burke (Camden, 21 settembre 1982) è un ex giocatore di baseball statunitense.

## Minor League
Burke firmò il 27 febbraio 2006 con i San Diego Padres come free agent non essendo stato scelto al draft. Iniziò nella Midwest League singolo A con i Fort Wayne TinCaps, dove chiuse con 6 vittorie e 5 sconfitte, 3.58 di ERA in 24 partite di cui 17 da partente. Successivamente passò nella California League singolo A avanzato con i Lake Eisinore Storm, chiuse con 2 vittorie e una sconfitta, 5.79 di ERA in 12 partite. Nel 2007 chiuse con 4 vittorie e altrettante sconfitte, 5.23 di ERA e nessuna salvezza su 3 opportunità in 51 partite di cui 9 da partente.
Nel 2008 passò nella Texas League doppio A con i San Antonio Missions, chiuse con 2 vittorie e 7 sconfitte, 2.24 di ERA e 23 salvezze su 26 opportunità in 59 partite di cui una da partente, ottenendo un premio individuale. Nel 2009 passò nella Pacific Coast League triplo A con i Portland Beavers, chiuse con 3 vittorie e nessuna sconfitta, 2.25 di ERA e 7 salvezze su 8 opportunità in 13 partite.
Nel 2010 chiuse con 2 vittorie e 2 sconfitte, 5.68 di ERA e nessuna salvezza su una opportunità in 53 partite. Nel 2011 giocò con i Tucson Padres, chiuse con 2 vittorie e 2 sconfitte, 5.70 di ERA e una salvezza su 9 opportunità in 64 partite.
Il 10 febbraio 2012 firmò con i Baltimore Orioles giocando prima nella Eastern League doppio A con i Bowie Baysox, chiudendo con una vittoria, 1.53 di ERA e 14 salvezze su 16 opportunità in 23 partite. Poi successivamente passò nella International League triplo A con i Norfolk Tides, chiuse con 2 vittorie e una sconfitta, 1.53 di ERA e 3 salvezze su 5 opportunità in 21 partite, ottenendo un premio individuale. Nel 2013 giocò nella Pacific Coast League triplo A con i Las Vegas 51s finendo con 2 vittorie e altrettante sconfitte, 4.55 di ERA e 5 salvezze in 31 partite.

## Major League

### San Diego Padres (2009)
Il 15 maggio 2009 venne promosso in prima squadra e firmò un contratto annuale per 400.000 dollari. Debuttò nella MLB il giorno seguente contro i Cincinnati Reds. Chiuse la stagione con 3 vittorie e 3 sconfitte, 4.14 di ERA e nessuna salvezza su 2 opportunità in 48 partite.

### New York Mets (2013)
Il 7 novembre 2012 firmò come free agent un contratto da minor league con i Mets, dopo la Spring League firmò il 1º marzo un contratto annuale del valore di 550.000 dollari. A causa di varie prestazioni negative il 17 aprile venne assegnato ai Las Vegas 51s nella Minor League. Il 12 maggio venne promosso in prima squadra per sostituire l'infortunato Jeurys Familia. Il 16 giugno venne riassegnato ai 51s. Il 21 dello stesso mese venne nuovamente promosso in prima squadra per poi ritornare dopo quattro giorni coi 51s. Il 5 luglio ottenne la sua terza promozione in prima squadra, mentre il 22 dello stesso mese ritornò a giocare con i 51s. Il 18 agosto, esattamente un giorno dopo l'infortunio di Jenrry Mejía venne ripromosso in prima squadra per sostituirlo. Dopo soli 4 giorni venne riassegnato ai 51s. Il 9 settembre venne ripromosso in prima squadra dei Mets durante l'espansione del roster. Chiuse la stagione con nessuna vittoria e 3 sconfitte, 5.68 di ERA in 32 partite. Il 17 ottobre venne riassegnato nei 51s.

## Vittorie e premi
- Organization All-Star secondo MLB.com con i Baltimore Orioles (2012)
- Mid-Season All-Star con i San Antonio Missions (2008).

## Numeri di maglia indossati
- nº 40 con i San Diego Padres (2009)
- nº 46 con i New York Mets (2013).